# Điền kinh tại Thế vận hội Mùa hè 2016 - 100 mét nam
Nội dung "Chạy 100 mét nam"  tại Thế vận hội Mùa hè 2016 diễn ra từ 13–14 tháng 8.

## Tóm tắt
Usain Bolt của đoàn thể thao Jamaica đã giành chiến thắng tại nội dung này.

## Kỷ lục
Trước khi cuộc thi này, các kỉ lục thế giới và Olympic của  các VĐV.
| Kỷ lục thế giới | Usain Bolt (JAM) | 9,58 | Berlin, Đức                        | 16 tháng 8 năm 2009 |
| Kỷ lục Olympic  | Usain Bolt (JAM) | 9,63 | Luân Đôn, Vương quốc Liên hiệp Anh | 5 tháng 8 năm 2012  |

| Khu vực                           |           |            |                  |           |
| Khu vực                           | Thời gian | Tốc độ gió | Vận động viên    | Quốc gia  |
| --------------------------------- | --------- | ---------- | ---------------- | --------- |
| Châu Phi                          | 9.85      | +1.7       | Olusoji Fasuba   | Nigeria   |
| Châu Á                            | 9.91      | +1.8       | Femi Ogunode     | Qatar     |
| Châu Á                            | 9.91      | +0.6       | Femi Ogunode     | Qatar     |
| Châu Âu                           | 9.86      | +0.6       | Francis Obikwelu | Portugal  |
| Châu Âu                           | 9.86      | +1.3       | Jimmy Vicaut     | France    |
| Châu Âu                           | 9.86      | +1.8       | Jimmy Vicaut     | France    |
| Bắc Mỹ,Trung Mỹ và Vùng Caribbean | 9.58 WR   | +0.9       | Usain Bolt       | Jamaica   |
| Châu Đại Dương                    | 9.93      | +1.8       | Patrick Johnson  | Australia |
| Nam Mỹ                            | 10.00[A]  | +1.6       | Robson da Silva  | Brazil    |

#### Đợt 1
| XH | Làn | Tên                    | Quốc tịch         | Phản ứng      | Kết quả | Ghi chú |
| -- | --- | ---------------------- | ----------------- | ------------- | ------- | ------- |
| 1  | 9   | Riste Pandev           | Macedonia         | 0.145         | 10.72   | Q, SB   |
| 2  | 8   | Sudirman Hadi          | Indonesia         | 0.136         | 10.77   | Q       |
| 3  | 4   | Mohammed Abukhousa     | Palestine         | 0.176         | 10.82   | q       |
| 4  | 5   | Holder da Silva        | Guiné-Bissau      | 0.165         | 10.97   |         |
| 5  | 6   | Wilfried Bingangoye    | Gabon             | 0.145         | 11.03   |         |
| 6  | 2   | Mohamed Lamine Dansoko | Guinée            | 0.145         | 11.05   |         |
| 7  | 7   | Abdul Wahab Zahiri     | Afghanistan       | 0.170         | 11.56   |         |
| 8  | 3   | Richson Simeon         | Quần đảo Marshall | 0.136         | 11.81   | SB      |
| 8  | 1   | Riamaon Tom            | Niue              | 0.120         | 12      |         |
|    |     |                        |                   | Gió: −0.2 m/s |         |         |